# 南錦町
南錦町（みなみにしきちょう）は宮城県塩竈市の町丁。郵便番号は985-0034。人口は776人、世帯数は348世帯。丁目を持たない単独町名である。全域で住居表示が実施されている。

## 地理
塩竈市の南端、塩釜丘陵に位置する。北側は野田・桜ケ丘と、東側は仙石線を挟んで錦町と、西側から南側にかけて多賀城市伝上山・多賀城市下馬と接する。また、僅かに留ケ谷と接している。
東側の錦町との境界に仙石線が通っており、下馬駅ホームの北端が南錦町に属している。また、過去には塩釜線が北側の境界付近を通っていた。

## 歴史

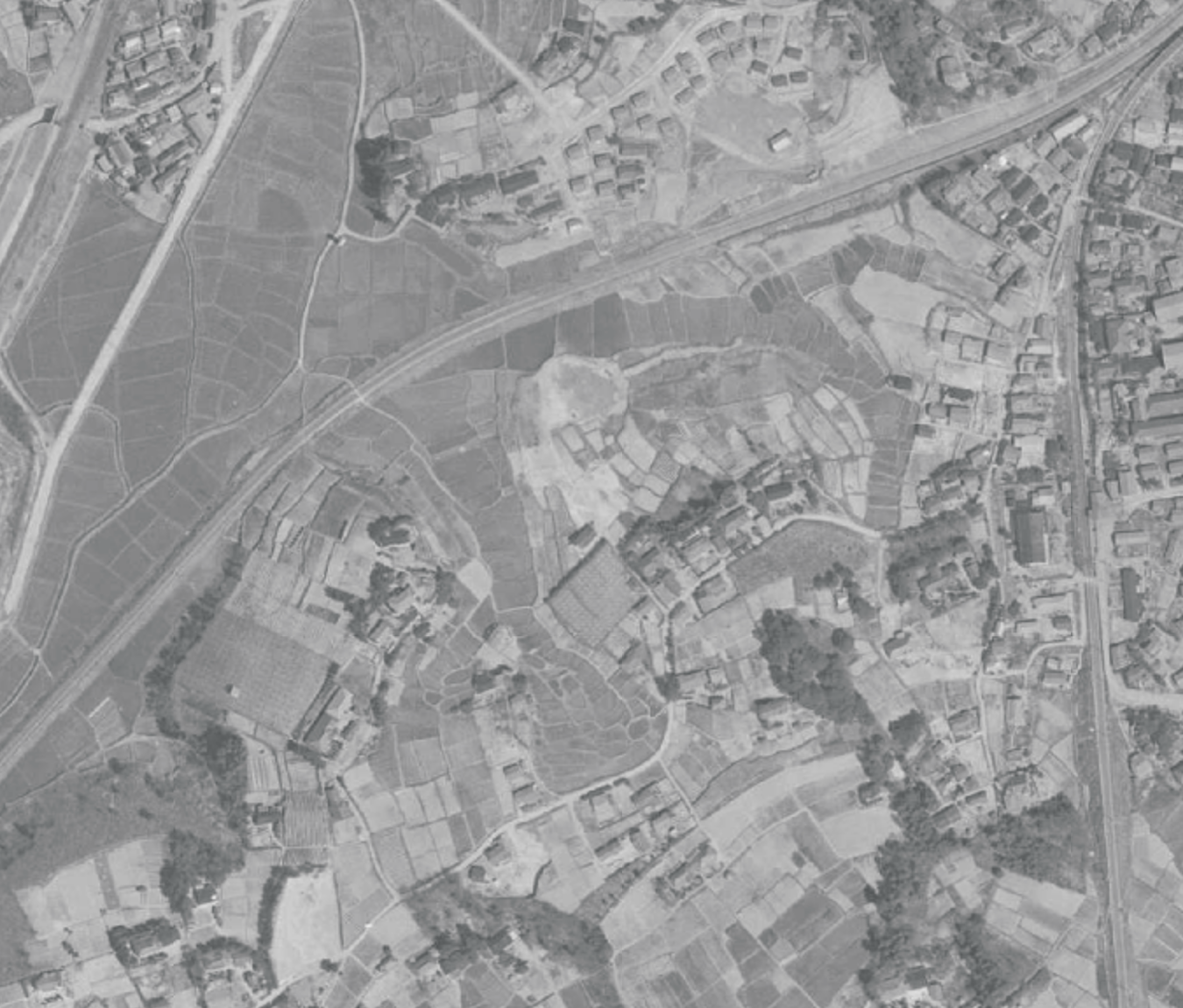
南錦町の航空写真（1961年4月20日国土地理院撮影）

### 年表
- 1963年（昭和38年）5月1日 - 住居表示の施行に伴い、南錦町が誕生[5]。
- 1973年（昭和48年）-  塩竈市道南錦町東玉川町線の塩釜陸橋が架橋される。これは国鉄塩釜線を越えるための橋であった[6]。
- 1997年（平成9年）4月1日 - JR貨物塩釜線が廃止。
- 2001年（平成13年）4月25日 - 南錦町町内会が認可地縁団体として認可を受け法人格を取得[7]。
- 2013年（平成25年）3月 - 自治総合センターのコミュニティ助成事業を受け、南錦町町内会が建設した南錦町コミュニティセンターが竣工[8]。

### 地名の由来
錦町の南に位置するため。

### 町名の変遷
町名の変遷は以下の通りとなる。
| 実施後 | 実施年月日   | 実施前（各町名ともその一部） | 実施前（各町名ともその一部） |
| ------ | ------------ | ---------------------------- | ---------------------------- |
| 南錦町 | 1963年5月1日 | （大字なし）                 | 字赤浜                       |
| 南錦町 | 1963年5月1日 | （大字なし）                 | 字野田                       |

## 世帯数と人口
2023年（令和5年）2月28日現在の世帯数と人口は以下の通りとなる。
| 丁目   | 世帯    | 人口  |
| 南錦町 | 348世帯 | 776人 |
| 計     | 348世帯 | 776人 |

## 小・中学校の学区
小・中学校の学区は以下の通りとなる。
| 町丁   | 丁目 | 小学校     | 中学校     |
| ------ | ---- | ---------- | ---------- |
| 南錦町 | 全域 | 第三小学校 | 第三中学校 |

## 施設

### 公共

#### 公園
- 南錦町公園（南錦町12）
- 南錦町児童公園（南錦町8-44）
- 南錦町第一公園（南錦町8）
- 南錦町第二公園（南錦町12）
- 南錦町第三公園（南錦町1）

#### コミュニティセンター
- 南錦町コミュニティセンター（南錦町12-26）

### 企業・店舗など
- セブン-イレブン 塩釜南錦町店（南錦町8-8）

## 交通

### 鉄道
最寄り駅は■仙石線の下馬駅もしくは■東北本線の塩釜駅。
- JR東日本
  - ■仙石線

#### 廃止路線
- JR貨物
  - 塩釜線

### バス
- バス路線は通っていない。

### 道路
- 一般国道・一般県道ともに通っていない。幹線道路として塩竈市道南錦町東玉川町線が挙げられる。